# Адиково
Адиково (чув. Атӑк çырми, Атӗкпуç) — посёлок в Яльчикском районе Чувашской Республики России. Входит в состав Лащ-Таябинского сельского поселения.

## География
Посёлок находится в юго-восточной части Чувашии, в пределах Чувашского плато, в зоне хвойно-широколиственных лесов, на расстоянии примерно 18 километров (по прямой) к югу от села Яльчики, административного центра района. Абсолютная высота — 166 метров над уровнем моря.

### Климат
Климат характеризуется как умеренно континентальный, с продолжительной морозной зимой и тёплым летом. Среднегодовая температура воздуха — 3,1 °С. Средняя температура воздуха самого тёплого месяца (июля) — 18,7 °C (абсолютный максимум — 37 °C); самого холодного (января) — −12,3 °C (абсолютный минимум — −42 °C). Безморозный период длится около 142 дней. Среднегодовое количество атмосферных осадков составляет 530 мм, из которых большая часть выпадает в тёплый период. Снежный покров держится в течение 147 дней.

### Часовой пояс
Посёлок Адиково, как и вся Чувашия, находится в часовой зоне МСК (московское время). Смещение применяемого времени относительно UTC составляет +3:00.

## История
Известен с 1926 года. В период коллективизации был образован колхоз «Красный восток», в 2010 году функционировало ООО «Яманчурино». Здесь было учтено: в 1926 году – 11 дворов, 80 жителей; 1939 – 100 человек, 1979 – 53. В 2002 году учтено 11 дворов, в 2010 – 8  домохозяйств.

## Население
| 2007 | 2010 | 2012 |
| ---- | ---- | ---- |
| 22   | ↘17  | →17  |

### Половой состав
По данным Всероссийской переписи населения 2010 года в гендерной структуре населения мужчины составляли 47,1 %, женщины — соответственно 52,9 %.

### Национальный состав
Согласно результатам переписи 2002 года, в национальной структуре населения чуваши составляли 100 % из 24 чел.